# Manuel Castellano
Manuel Blas Rodríguez-Castellano y de la Parra (Madrid, 1826-1880), més conegut pel seu nom de ploma Manuel Castellano, va ser un pintor romàntic espanyol. Dedicat pràcticament en exclusiva a la pintura d'història, algunes de les seves obres van merèixer medalles a les exposicions de belles arts i van ser adquirides per l'estat espanyol. A més, va ser també un notable col·leccionista, reunint més de 22.000 peces, de les quals en la seva immensa majoria són fotografies, actualment conservades a la Biblioteca Nacional d'Espanya.

## Biografia

### Primers anys
Va néixer a Madrid el 3 de febrer de 1826. Va formar-se a l'escola de la Reial Acadèmia de Belles Arts de Sant Ferran de Madrid, i sota la direcció de Juan i Carlos Ribera, de qui va ser ajudant treballant en la decoració del sostre del saló de sessions del Congrés dels Diputats.

### Activitat professional
S'autoanomenava pintor d'història, gènere al qual va dedicar-se tota la seva vida professional, i va representar sovint escenes de tauromàquia i de teatre, als quals era molt aficionat.
Va participar en diverses exposicions de pintura, el 1855 a l'Exposició Universal de París, i el 1856 a l'Exposició Nacional de Belles Arts, on va obtenir una menció honorífica, amb l'obra Pati de cavallers de la plaça de toros de Madrid, que va ser adquirida per l'estat amb destí al museu nacional de belles arts. Al mateix certamen el 1862 va obtenir una medalla de tercera classe per la Mort de Luis Daoiz i defensa del Parc de Monteleón, que juntament amb la seva parella, Mort de Luis Velarde el dia 2 de maig de 1808, van ser adquirits per l'Ajuntament de Madrid i actualment formen part de la col·lecció del Museu d'Història de Madrid. Va tornar a participar en l'exposició nacional el 1866 amb Presó de Fernando Valenzuela, obtenint novament la medalla de tercera classe i que fos comprat per l'estat, i després va ser exposat a l'Exposició Universal de París de 1867, i el 1868 amb la Mort del comte de Villamediana.
Altres obres que va fer aquests anys va ser la decoració del sostre del teatre de la Zarzuela, que va ser substituït posteriorment, i el retrat d'Alfons I el Catòlic de la Sèrie Cronològica dels Reis d'Espanya, realitzat vers 1858 per al projecte museístic de José de Madrazo per decorar les sales del museu reial de pintures.

### Pensionat a Roma

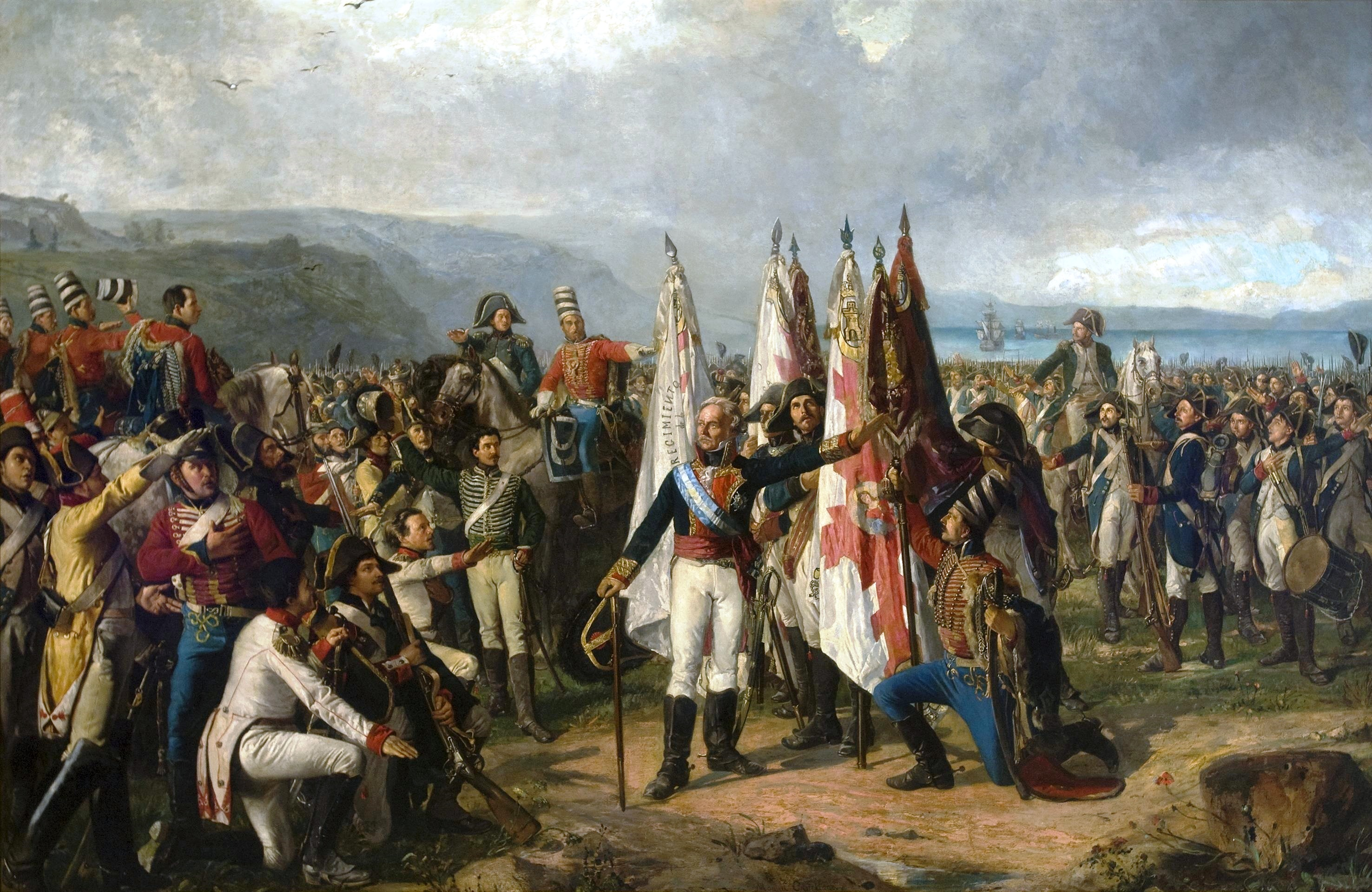
Jurament de les tropes del marquès de la Romana (1878). Pintat per Castellano durant l'estada a París.

Amb 50 anys va obtenir una pensió estatal per mèrits a Roma, on va instal·lar-se el 1875. Des d'allà, va remetre al Govern el 1876 una còpia de gran qualitat de Santa Úrsula, del pintor renaixentista Vittore Carpaccio, que va realitzar a la ciutat de Venècia. Després es va traslladar a París per pintor un tema històric, el Jurament de les tropes del marquès de la Romana, acabat el 1878, que va ser comprat pel Ministeri de la Guerra.

### Mort
Va tornar a Espanya, però ben aviat, el 29 de febrer de 1880, va marxar de nou a Roma, on va patir un atac de cor que el va obligar a tornar a Madrid. Amb tot, al cap de pocs dies, el 3 d'abril, va patir un nou atac de cor que va causar-li la mort.

## Col·leccionisme
Va ser un important col·leccionista, tot i que encara hi ha interrogants sobre les raons que el van portar a reunir-la; els seus col·laboradors l'anomenaven «home de les coses curioses». La seva col·lecció es conserva des de 1871 a la Biblioteca Nacional d'Espanya i està formada per més de 22.000 peces datades entre 1850 i 1870. Va sentir predilecció per les fotografies, en un moment en què encara no se les considerava un element artístic, si bé hom ho vincula a la relació que tenia Castellano amb l'àmbit teatral. A la col·lecció Castellano unes 18.000 peces són fotografies, principalment realitzades a Madrid, però també d'altres localitats d'Espanya, o de visites a Itàlia i a Orient.